# Resnik (Pleterniceszentmiklós)
Resnik (1991-ig Resnik Požeški) falu Horvátországban, Pozsega-Szlavónia megyében. Közigazgatásilag Pleterniceszentmiklóshoz tartozik.

## Fekvése
Pozsegától légvonalban 13, közúton 16 km-re délkeletre, községközpontjától 4 km-re keletre, a Pozsegai-medencében, Gradac és Szvinna között fekszik.

## Története
Josip Buturac szerint 1334-ben említik először a pozsegai esperesség oklevelében. A település a középkorban nem a mai helyén, hanem a mai település déli, dombos határrészén feküdt. Csak a 18. században települtek át lakói a mai helyre az út mellé. Valószínűleg eredetileg a szvinnai uradalomhoz tartozott. A környező településekhez hasonlóan 1537 körül foglalta el a török, melynek uralma 150 évig tartott. 1545-ben már szerepel a török defterben. Valószínűleg a török uralom idején muzulmán hitre tért horvátok lakták. A török kiűzése során muzulmán lakosság Boszniába távozott. Helyükre 1697 körül Boszniából katolikus horvátok érkeztek. 1698-ban „Reznik” néven 9 portával szerepel a török uralom alól felszabadított szlavóniai települések összeírásában. 1702-ben 10, 1730-ban és 1746-ban 16 ház állt a településen.
Az első katonai felmérés térképén „Dorf Reznik” néven található. Lipszky János 1808-ban Budán kiadott repertóriumában „Resnik” néven szerepel. Nagy Lajos 1829-ben kiadott művében „Resznik” néven 12 házzal, 93 katolikus vallású lakossal találjuk. A 19. században a Monarchia más területeiről, főként Morvaországból cseh és német nyelvű lakosság telepedett ide, akik a lakosság többségét alkották.
A településnek 1857-ben 112, 1910-ben 201 lakosa volt. 1910-ben a népszámlálás adatai szerint lakosságának 67%-a cseh, 21%-a német, 11%-a horvát anyanyelvű volt. Pozsega vármegye Pozsegai járásának része volt. Az első világháború után 1918-ban az új szerb-horvát-szlovén állam, majd később (1929-ben) Jugoszlávia része lett. 1991-ben lakosságának 98%-a horvát nemzetiségű volt. A településnek 2011-ben 307 lakosa volt, akik főként a mezőgazdaságból éltek. A faluban idősotthon működik.

## Lakossága
| Lakosság változása | Lakosság változása | Lakosság változása | Lakosság változása | Lakosság változása | Lakosság változása | Lakosság változása | Lakosság változása | Lakosság változása | Lakosság változása | Lakosság változása | Lakosság változása | Lakosság változása | Lakosság változása | Lakosság változása | Lakosság változása |
| ------------------ | ------------------ | ------------------ | ------------------ | ------------------ | ------------------ | ------------------ | ------------------ | ------------------ | ------------------ | ------------------ | ------------------ | ------------------ | ------------------ | ------------------ | ------------------ |
| 1857               | 1869               | 1880               | 1890               | 1900               | 1910               | 1921               | 1931               | 1948               | 1953               | 1961               | 1971               | 1981               | 1991               | 2001               | 2011               |
| 112                | 119                | 164                | 181                | 187                | 201                | 225                | 233                | 248                | 222                | 225                | 260                | 235                | 251                | 301                | 307                |